# OpenCores
OpenCoresとはユーザ登録すれば誰でも参加可能なオープンソースのIPの開発と普及のために作られたコミュニティ。

## 概要
1999年にDamjan Lampretによって設立された。
OpenCoresのサイトではさまざまIP の開発と公開が行われていて誰でも自由に利用できる。IPのソースの大半はVerilogHDLかVHDLで書かれていて、IP以外にフリーのEDA の普及活動も行っている。